# لويس بيريز أغيري
لويس بيريز أغيري (بالإسبانية: Luis Pérez Aguirre) (و. 1941 – 2001 م) هو قسيس، وصحفي، وكاتب أوروغوياني، ولد في مونتفيدو، توفي عن عمر يناهز 60 عاماً، بسبب حادث مرور.

## التعليم
تعلم في الجامعة البابوية الكاثوليكية في فالبارايسو ‏
.

## جوائز
حصل على جوائز منها:

وسام جوقة الشرف من رتبة فارس